# Colombo Corneli
Colombo Corneli (Piegaro, 22 ottobre 1892 – 10 maggio 1971) è stato un politico italiano.

## Biografia
Esponente del Partito Nazionale Fascista; fu podestà di Perugia dal 1934 al 1940 e poi preside della provincia dal 1940 al 1943, ultimo preside prima della caduta del fascismo.
Morì all'età di 78 anni il 10 maggio 1971.